# 1912 في السويد
فيما يلي قوائم الأحداث التي وقعت خلال عام 1912 في السويد.

## أحداث
- 5 مايو – الألعاب الأولمبية الصيفية 1912

## مواليد

### أبريل
- 3 أبريل – لينارت بونك لاعب كرة قدم سويدي.

### أغسطس
- 4 أغسطس – راؤول فالنبرغ

### مايو
- 14 مايو – أوغست ستريندبرغ (مواليد 1849)